# Otto Garlepp
Otto Garlepp (20 de agosto de 1864, Cörmigk – 25 de noviembre de 1959, Köthen ), fue un naturalista alemán  junto con su hermano Gustav Garlepp (24 de julio de 1862 – 25 de febrero de 1907), quienes fueron colectores de ejemplares desde finales del siglo XIX hasta inicios del XX.
Sus padres fueron Lebracht (1832-1911) y Sophie Garlepp (de soltera Sophie Pölysius).
Entre las múltiples especies descritas en honor a Otto y Gustav se encuentran: la mariposa Papilio garleppi, el pájaro Compsospiza garleppi, el  ratón de Garlepp, una subespecie del gato de las pampas y otra del ñandú de Darwin, entre muchos otros.
Ambos fueron colectores profesionales en Sudamérica desde 1883. Al principio Gustav trabajó solo, llegando a Brasil donde había muchas personas de ascendencia alemana ( "Deutschbrasilianer" ) para recolectar insectos para el Museo Zoológico de Dresde. Gustav regresó a Alemania en 1892 después de cuatro años en Perú, un breve viaje a Alemania y luego una expedición a Bolivia. Regresó a Bolivia en 1893 con su esposa y Otto. 
Gustav visitó Alemania por última vez en 1900 cuando hizo una demostración de 600 especies de aves neotropicales en una reunión de la Deutsche Ornithologen-Gesellschaft en Leipzig. Gustav Garlepp se instaló en Paraguay en 1901, donde fue asesinado en 1907. Posteriormente, Otto regresó a Alemania en 1911. Se casó con Elise Ida Schulz y posteriormente, la pareja regresó a Sudamérica. A través del Dr. F. Ris en Suiza, se detallan especímenes de Lepidópteros, diciendo [traducido]: "El Sr. Fassl me transmitió colecciones que el muy conocido coleccionista tropical en los círculos de lepidopterología, Otto Garlepp, había recolectado para él en Panamá y Costa Rica en el mismos años 1912-13. En Panamá se les llama lino y bugabita, por una carta escrita en la zona del volcán Chiriquí. En Costa Rica recolectó en las zonas de la vía férrea en el valle del río Reventazón y en los volcanes Irazú y Turrialba. Ambas áreas son bien conocidas a través de la Biología Centrali Americana".
Otto cesó de colectar en 1913.
Los ejemplares zoológicos de Garlepp son originarios de Bolivia, Perú, Colombia, Panamá, Costa Rica, Paraguay, Chile y Argentina . Muchos son holotipos .
Hans von Berlepsch, que había entrenado a Otto, le compró unas 4.000 pieles de aves, cuyos ejemplares se encuentran ahora en el Naturmuseum Senckenberg y en el Naturhistorisches Museum Braunschweig . Más ejemplares se encuentran en el Museo Naumann, Köthener Schloss ( sitio web ). Los especímenes de oología se encuentran en el Staatliches Museum für Tierkunde de Dresde (de la colección de Maximilian Kuschel ) y en el Naturhistorisches Museum de Viena (de la colección de Josef Seilern (1883-1939). Los especímenes de mamíferos se encuentran en el Museo für Naturkunde de Berlín. 
La mayoría de las mariposas recolectadas por los hermanos Garlepp reposaban en la colección de Otto Staudinger, aunque actualmente dichas mariposas se encuentran muy dispersas en diversos museos, al igual que los insectos de otros órdenes.